# Communauté d'agglomération Les Portes de l'Essonne
« CALPE » redirige ici. Pour les autres significations, voir Calpe.
La communauté d’agglomération Les Portes de l’Essonne (CALPE) est une ancienne structure intercommunale française située dans le département de l’Essonne et la région Île-de-France.

## Historique
Créée sous la forme d'une communauté de communes le 23 novembre 2000, les Portes de l’Essonne ont évolué, à la faveur du recensement de 2006, sous la forme d'une communauté d'agglomération à compter du 1er janvier 2009,,. 
En 2010 l’intercommunalité adhère au syndicat mixte Paris Métropole. 
Le 1er janvier 2013, l’intercommunalité intègre, malgré leur opposition les communes de Morangis et Savigny-sur-Orge.
Dans le cadre de la mise en place de la Métropole du Grand Paris, les communes de la CALPE ont souhaité rejoindre la métropole,, ce  qui prend effet le 1er janvier 2016,. À cette date, la plupart des compétences de la CALPE, qui disparaît à cette occasion, seront assumées par l'établissement public territorial  du territoire T12.
Cependant la création de la Métropole du Grand Paris prévoit la disparition de toutes les anciennes intercommunalités et crée à leur place des  établissements publics territoriaux (EPT) pour gérer 11 des 12 territoires de la métropole (Paris est son propre territoire sans EPT), chacun des territoires devant compter au minimum 300 000 habitants. Les Portes de l'Essonne rejoignent donc (avec Viry-Chatillon, mais également Paray-Vieille-Poste) l'Établissement public territorial T12 (Grand-Orly Val de Bièvre Seine Amont, aujourd'hui Grand-Orly Seine Bièvre).

## Territoire communautaire

### Géographie
| Type d'occupation           | Pourcentage | Superficie (en hectares) |
| --------------------------- | ----------- | ------------------------ |
| Espace urbain construit     | 76,0 %      | 2 180,77                 |
| Espace urbain non construit | 8.2 %       | 235,46                   |
| Espace rural                | 15.8 %      | 452,91                   |
| Source : Iaurif-MOS 2008    |             |                          |

La communauté d’agglomération Les Portes de l’Essonne est située au nord du département de l’Essonne. Son altitude varie entre trente-deux mètres à Juvisy-sur-Orge et cent mètres à Morangis. Le territoire, situé entre les pôles de développement du centre Essonne et d’Orly/Rungis au sud du Val-de-Marne, est desservi par la route nationale 7 et les lignes C et D du RER.

### Composition
La communauté d'agglomération regroupe depuis 2013 cinq communes :
| Nom                 | Code Insee | Gentilé      | Superficie (km2) | Population (dernière pop. légale) | Densité (hab./km2) |
| ------------------- | ---------- | ------------ | ---------------- | --------------------------------- | ------------------ |
| Athis-Mons (siège)  | 91027      | Athégiens    | 8,56             | 31 434 (2014)                     | 3 672              |
| Juvisy-sur-Orge     | 91326      | Juvisiens    | 2,24             | 16 160 (2014)                     | 7 214              |
| Morangis            | 91432      | Morangissois | 4,80             | 12 583 (2014)                     | 2 621              |
| Paray-Vieille-Poste | 91479      | Paraysiens   | 6,14             | 7 378 (2014)                      | 1 202              |
| Savigny-sur-Orge    | 91589      | Saviniens    | 6,97             | 37 045 (2014)                     | 5 315              |

### Démographie
| 1999   | 2006   | 2010    |
| ------ | ------ | ------- |
| 48 552 | 51 767 | 101 116 |

### Pyramide des âges
| Hommes | Classe d’âge | Femmes |
| ------ | ------------ | ------ |
| 0,2    | 90 ans ou +  | 0,5    |
| 5,2    | 75 à 89 ans  | 7,7    |
| 12,1   | 60 à 74 ans  | 11,8   |
| 19,8   | 45 à 59 ans  | 19,7   |
| 21,7   | 30 à 44 ans  | 21,2   |
| 20,7   | 15 à 29 ans  | 21,0   |
| 20,5   | 0 à 14 ans   | 18,2   |

| Hommes | Classe d’âge | Femmes |
| ------ | ------------ | ------ |
| 0,3    | 90 ans ou +  | 0,8    |
| 4,4    | 75 à 89 ans  | 6,7    |
| 11,3   | 60 à 74 ans  | 11,9   |
| 19,9   | 45 à 59 ans  | 20,0   |
| 21,9   | 30 à 44 ans  | 21,4   |
| 20,6   | 15 à 29 ans  | 19,2   |
| 21,7   | 0 à 14 ans   | 20,0   |

## Organisation

### Siège
Le siège de l'intercommunalité est à Athis-Mons, 3 rue Lefèvre-Utile.

### Élus
L'intercommunalité est administrée par son Conseil communautaire, composé, pour la mandature 2014-2015, de 54 conseillers municipaux représentant chacune des communes membres sensiblement en proportion de leur population.
Le conseil communautaire du 27 avril 2014 a élu son nouveau président, Robin Reda, maire de Juvisy-sur-Orge, et ses 11 vice-présidents, qui sont : 
1. Eric Melhorn, maire de Savigny-sur-Orge, délégué aux travaux, à la voirie et à l'assainissement ;
2. Christine Rodier, maire d’Athis-Mons, déléguée aux solidarités intergénérationnelles et au handicap ;
3. Alain Védere, maire de Paray-Vieille-Poste, délégué à l'habitat, au logement, à la prévention et à la sécurité ;
4. Pascal Noury, maire de Morangis, délégué au développement économique, à l'emploi, l'insertion et l'enseignement supérieur ;
5. Antoine Guiseppone, Premier maire-adjoint d'Athis-Mons, délégué aux affaires générales ;
6. Jacques Pataut, maire-adjoint de Savigny-sur-Orge, délégué aux finances et à la commande publique ;
7. Nadège Achtergaele, première maire-adjointe de Savigny-sur-Orge, déléguée à la culture et au patrimoine ;
8. M. Claude Moreau, conseiller municipal de Juvisy-sur-Orge, délégué à l'urbanisme et à l'aménagement ;
9. Pascal Petetin, conseiller municipal d'Athis-Mons, délégué aux sports et à la vie associative ;
10. Pascal Picard, conseiller municipal de Paray-Vieille-Poste, délégué à la politique de la Ville
11. Brigitte Vermillet, conseillère municipale de Morangis, déléguée à l'environnement, au cadre de vie et à la propreté[14],[15].

Ensemble, ils forment le bureau de l'intercommunalité pour la mandature 2014-2015. 
Le conseil communautaire est dissout le 1er janvier 2016 en raison de l'intégration des communes de la CALPE dans l'établissement public territorial créé dans le cadre de la création de la métropole du Grand Paris.

### Liste des présidents
| Période | Période          | Identité        | Étiquette | Qualité                                                                |
| ------- | ---------------- | --------------- | --------- | ---------------------------------------------------------------------- |
| 2000    | 2014             | François Garcia | PS        | Inspecteur au ministère de la Culture Maire d'Athis-Mons (2001 → 2014) |
| 2014,   | 31 décembre 2015 | Robin Reda      | UMP       | Maire de Juvisy-sur-Orge (2014 → )                                     |

### Compétences
La communauté d’agglomération exerce les compétences qui lui ont été transférées par les communes membres, dans le cadre des dispositions du code général des collectivités territoriales. Il s'agit de :
- développement économique,
- l’Aménagement du territoire,
- l’équilibre social de l’habitat
- politique de la ville.
- protection de l’environnement,
- Entretien de la voirie, la gestion et l’entretien de l’éclairage public et de la signalisation routière
- Collecte et tri des ordures ménagères,
- L’organisation des transports en commun
- La gestion des équipements culturels, sportifs et d’enseignement,
- La gestion concertée de la maison de la Justice et du droit,
- Les politiques de l'emploi et de l’insertion professionnelle,
- Le développement du tourisme.

### Régime fiscal et budget
La communauté d'agglomération est financée par la fiscalité professionnelle unique (FPU), qui a succédé a la Taxe professionnelle unique (TPU), et qui assure une péréquation fiscale entre les communes regroupant de nombreuses entreprises et les communes résidentielles.
La communauté d’agglomération Les Portes de l’Essonne disposait en 2008 d’un budget de 17 079 972 euros. 
| Postes                                             | 2007         | 2008         | 2009         | 2010         | 2011         |
| -------------------------------------------------- | ------------ | ------------ | ------------ | ------------ | ------------ |
| Produits de fonctionnement                         | 23 225 000 € | 26 434 000 € | 31 545 000 € | 41 218 000 € | 41 521 000 € |
| Charges de fonctionnement                          | 20 041 000 € | 21 660 000 € | 23 033 000 € | 31 157 000 € | 36 448 000 € |
| Ressources d’investissement                        | 7 065 000 €  | 11 555 000 € | 14 604 000 € | 22 067 000 € | 32 345 000 € |
| Emplois d’investissement                           | 7 464 000 €  | 15 534 000 € | 22 770 000 € | 18 962 000 € | 15 518 000 € |
| Dette                                              | 5 315 000 €  | 8 882 000 €  | 11 494 000 € | 18 155 000 € | 35 757 000 € |
| Source : Ministère de l’Économie et des Finances,. |              |              |              |              |              |

### Identité visuelle
|  | La communauté d’agglomération Les Portes de l’Essonne s’est dotée d'un logotype. |

## Projets et réalisations
L'intercommunalité a participé, aux côtés des communautés d’agglomération du Val d’Orge et Évry Centre Essonne et d’autres communes du secteur, à l’élaboration du projet de territoire Centre Essonne initié par le conseil général. Elle est également associée à la création de l’agence d’urbanisme et de développement Essonne Seine Orge (AUDESO) depuis le 1er janvier 2003. Ces deux projets lui permettent d’insérer certaines de ses actions dans une stratégie territoriale plus large. 

## Pour approfondir